# Hernán Aguilar
Hernán Aguilar es un director y productor de cine argentino conocido por dirigir el largometraje Madraza (2017) 

## Vida y carrera
Aguilar nació en Buenos Aires, Argentina. Fue al colegio escocés San Andrés donde terminó su educación primaria y secundaria. Estudió Economía empresarial, en la Universidad Torcuato Di Tella y luego decidió cambiar de carrera para estudiar cine.
Dirigió por primera vez en su corto Cachorros, una película filmada en celuloide, S16mm blanco y negro, protagonizada por un chico de 9 años y un perro en el campo. Aguilar viajó a los Estados Unidos para terminar sus estudios en la UCLA donde se concentró en Dirección de Fotografía y posteriormente hizo un año avocado a Guion para Cine.
Aguilar escribió, dirigió y produjo la película Madraza, una comedia negra con acción acerca de un ama de casa que se transforma en sicaria. Madraza fue comprada por la Walt Disney Company y distribuida por Buena Vista Internacional, lo cual es inusual para un joven director.

## Filmografía
- Madraza (2017)

### Nominaciones
- 2006 Premios Ariel para Mejor Edición por el largometraje 7 días